# 236129 Oysterbay
236129 Oysterbay è un asteroide della fascia principale. Scoperto nel 2005, presenta un'orbita caratterizzata da un semiasse maggiore pari a 2,2208219 au e da un'eccentricità di 0,1856416, inclinata di 2,91060° rispetto all'eclittica.